# Exclusive Bonus CD Sampler
Exclusive Bonus CD Sampler – minialbum z piosenkami dziewczyn z Destiny’s Child, Trina, MC Quay i Lil’J Xavier.

## Lista utworów
1. „Check on It”
(Beyoncé feat. Bun B) (Beyoncé Knowles, Kasseem Dean, Sean Garreff i Angela Beyince) - 3:19
2. „Every Thought is You”
(Kelly Rowland) (Kelly Rowland, Rockwoder, Loren Dawson, Billy Mann, J.(Lanny) Bereal, Huy Nguyen i Shalandra Buckines) - 3:51
3. „Stand Up for Love (2005 World Children's Day Anthem)”
(piosenka Destiny’s Child) (Amy Foster-Gillies i David Foster) - 4:46
4. „Let’s Stay Together”
(Michelle Williams) (Al Groen, Willie Mitchell, Al Jackson i Jr.) - 3:23
5. „Here We Go”
(Trinafeat. Kelly Rowland) (Derrick Baker, James Scheffer, Tedra Moses, Steven Scipio, Jeams Harris, Terry Lewis i Theodore Lucos) - 3:50
6. „Bounce”
(Lil’J Xavier feat. MC Quay) (Justin Xavier Harsis i Slaysean Cunnigham) - 4:45